# Partij van de Arbeid van België (1979)
Partij van de Arbeid van België (PVDA) (på nederlandsk) eller Parti du Travail de Belgique (PTB) (på fransk), (ofte forkortet: PVDA-PTB) er et belgisk kommunistisk og marxistisk-leninistisk parti, der blev dannet i 1979.
Partiet er et af de få belgiske partier, der har afdelinger både i de fransktalende og i de nederlandsktalende dele af landet.

## Valgresultater
Ved valgene i 2014 fik partiet valgt to medlemmer ind i kammeret i det føderale parlament. Desuden blev partiet repræsenteret i hovedstaden Bruxelles's parlament samt i det vallonske parlament og i det fransktalende fællesskabs parlament. 
Ved det føderale valg i 2019 Belgian fik partiet fremgang og opnåede 10 mandater. Ved valget til Europa-Parlamentet i 2019 fik partiet 14,59% af stemmerne og opnåede derved en enkelt plads i Europa-Parlamentet. 

## Det internationale kommunistiske seminar
Fra 1999 til 2014 afholdt partiet årligt Det internationale kommunistiske seminar i begyndelsen af maj. Fra Danmark har blandt andet Danmarks Kommunistiske Parti og Kommunistisk Parti deltaget.
| Politisk parti | Spire Denne artikel om et politisk parti eller gruppe er en spire som bør udbygges. Du er velkommen til at hjælpe Wikipedia ved at udvide den. |